# Jacob Muricken
Jacob Muricken (ur. 16 czerwca 1963 w Palai) – indyjski duchowny syromalabarski, w latach 2012–2022 biskup pomocniczy Palai.

## Życiorys
Święcenia kapłańskie przyjął 27 grudnia 1993 i został inkardynowany do eparchii Palai. Pracował głównie jako duszpasterz parafialny, był także m.in. wykładowcą seminarium oraz koordynatorem duszpasterstwa w eparchii.
24 sierpnia 2012 ogłoszono jego nominację na biskupa pomocniczego Palai oraz na biskupa tytularnego Thinis. Chirotonii biskupiej udzielił mu 1 października 2012 abp Joseph Perumthottam.
25 sierpnia 2022 papież Franciszek przyjął jego rezygnację z pełnionego urzędu. 